# Saint-Maurice Pellevoisin (metrostation)
Het metrostation Saint-Maurice Pellevoisin is een station van metrolijn 2 van de metro van Rijsel, gelegen in het noordoosten van de stad Rijsel. De naam komt van de gelijknamige wijk waarin het ligt. Dit metrostation is het laatste station richting Tourcoing (CH Dron) dat Rijsel aandoet.
Het station ligt nabij de Polyclinique de La Louvière en de kerk Saint Maurice des Champs.